# Juan Bautista Guzmán Martínez
Juan Bautista Guzmán Martínez, en catalán: Joan Baptista Guzmán i Martínez (Aldaya, 19 de enero de  1846 - Montserrat, 18 de marzo de 1909). Fue compositor español, maestro de capilla de varias catedrales y director de la Escolania de Montserrat. Su nombre real era Manuel Guzmán Martínez, pero se lo cambió al ingresar en el Real Monasterio de Montserrat.

## Vida
Educado en un ambiente musical, alternó sus estudios de Filosofía y Teología con la música. Ya antes de ser ordenado sacerdote aprobó oposiciones de organista segundo en la Catedral de Salamanca y de organista en la Colegiata de Covadonga, en el 1872 y 1873, respectivamente. Entró después como maestro de capilla en las catedrales de Ávila y de Valladolid, y en 1877 obtuvo el mismo cargo en Valencia, donde estuvo 11 años editando obras de Juan Bautista Comes.
En 1888, después de una frustrada vocación jesuita, entró en el monasterio de Montserrat. A los 2 años obtuvo el puesto de Director de Música y de Maestro de Capilla, con «plenas facultades para hacer y deshacer según su prudente criterio musical». Guzmán reformó el plan de estudio de los escolanos, mejoró su emisión de voz y les procuró medios para un buen aprendizaje de los instrumentos.
Entre sus numerosos discípulos de Guzmán hay un buen número de futuros monjes de Montserrat, que elevaron el nivel musical del monasterio, como Àngel Rodamilans, Anselm Ferrer, Ildefons Pinell y David Pujol, entre otros.
Murió en Montserrat el 18 de marzo de 1909, y el 27 de abril del mismo año fue sustituido por Ramir Escofet, quien a los 2 años murió prematuramente y tuvo que ser sustituido por un alumno de Guzmán, Anselm Ferrer.

## Obra
Transcribió una serie de composiciones de Juan Bautista Comes y compuso música mayoritariamente religiosa y coral, buena parte de la cual se editó y tuvo una gran difusión. Los originales se encuentran en al archivo de música del Monasterio de Montserrat, donde hay 300 composiciones religiosas, entre las que se cuentan un himno dedicado a la Virgen de Montserrat y otro a San Benito de Nursia.
También se conservan obras suyas en el fondo musical de la Catedral-basílica del Santo Espíritu de Tarrasa.

### Catálogo de obras
Catálogo de obras ordenado cronológicamente:
- Misa a tres voces y coro con orquesta (1864).
- Misa de Difuntos a cuatro voces y coro (1868).
- O quam suavis est a tres voces y coro (1868).
- Misa a tres voces y coro con orquesta (1868).
- Salve regina a siete voces (1870).
- Missa Monacal a dos voces alternas (1872).
- Dos Trisagis marianos, a tres voces (1872).
- Himno a la madre de Dios de Covadonga, coro a una voz con acompañamiento de piano (1872).
- Tota pulchra a cinc voces, tenor obligado (1873).
- O salutaris Hostia a cuatro voces y harmonium (1874).
- Ave maris stella a tres voces, coro y orquesta (1875).
- O quam suavis est a seis voces (1875).
- Responso por los Difuntos a cuatro voces (1876)
- Te Deum a tres voces  (1876)
- Veni sponsa Christi tiple obligado y coro a tres voces (1876)
- Ave Maria barítono obligado y coro a cuatro voces con orquesta (1876)
- Canto al S. Corazón de María, a una voz y coro a tres (1876)
- Misa de Adviento y Cuaresma en La mayor, para coro a cuatro voces mixtas y órgano.[7]
- Misa de difuntos a cuatro voces (1876)
- Salve regina a dos voces blancas (1876)
- Salve regina a dos voces blancas (1876)
- O sacrum Convivium a dos voces (1876)
- Miserere (1876)
- Pange lingua a seis  voces (1877)
- Trisagi a la Sma. Trinitat a tres voces (1877)
- Magnificat a siete voces con dos coros (1877)
- Salve regina a siete voces y coro (1877)
- Miserere a ocho voces en dos coros, violines, violoncelo, contrabajo y piano (1878)